# Philibert Fressinet
Philibert Fressinet (Marcigny, 21 luglio 1767 – Parigi, 2 agosto 1821) è stato un generale francese.

## Biografia

### Stati di servizio
Iniziò la sua carriera militare molto giovane. Fu aiutante generale nelle campagne del 1797 in Germania e Svizzera e in Italia nel 1799. Il suo comportamento durante la battaglia di Taufers gli fruttò il grado di generale di brigata il 25 marzo 1799. Assistette il generale Championnet in Piemonte e fornì nuove prove di coraggio e abilità in tutti gli scontri e soprattutto a Genova, nel passaggio sul Mincio e sulle rive del Tagliamento.
Senza assegnazione dopo la pace di Amiens, fu destinato nel dicembre 1801 alla spedizione di Santo Domingo, comandata dal generale di divisione Leclerc, cognato del Primo console Napoleone Bonaparte. Fressinet fu assegnato, nel febbraio-marzo 1802, alla divisione del generale di divisione Jean-François Joseph Debelle, poi, in agosto, a quella del generale Jean Boudet. Fu lui che ebbe l'incarico di concludere con i generali haitiani Henri Christophe e Toussaint Louverture il negoziato che portò poi alla loro sottomissione.
Autorizzato da Leclerc a rientrare in Francia il 1º settembre, prima di partire si prese il tempo di mettere in vendita i suoi beni. Tuttavia, avendo ritardato troppo il suo imbarco, fu trattenuto sull'isola dal generale Vimeur de Rochambeau, che era succeduto a Leclerc alla testa della spedizione in novembre. Egli ebbe quindi l'incarico del comando della città di Saint Marc, che egli salvò poco dopo sconfiggendo il generale haitiano Jean-Jacques Dessalines verso il 20 novembre.
Rochambeau gli affidò allora il comando di Port-au-Prince, diventata capoluogo della colonia il 18 aprile 1803. Il 30 maggio 1803, il giovane Philibert vi sposò Marie-Adélaïde Bellanger des Boullets, seconda figlia di un ricco colono che gli assicurò una importante rendita in Francia. Egli divenne anche cognato del comandante di brigata Pierre Panisse, che aveva sposato la maggiore delle sorelle Bellanger des Boullets. Suo figlio prenderà il nome di "Fressinet de Bellanger". In seguito Fressinet fu inviato a comandare la città portuale di Jérémie. Essendo la località circondata da insorti sempre più intraprendenti, un buon numero di civili cercavano di fuggire ma Fressinet non concedeva passaporti senza che in cambio ne avesse del vino. Nel luglio 1803, quando la città stava per capitolare, egli vendette i passaporti a prezzi proibitivi, ma al momento dell'evacuazione, il 3 agosto, egli abbandono non solo i civili, ma anche una parte dei suoi soldati, riservando una delle navi di trasporto ai frutti delle sue rapine.
Egli fu tuttavia catturato dagli Inglesi all'uscita della rada. Condotto prigioniero alla Giamaica, redasse un memoriale a propria giustificazione, prevedendo giustamente le critiche alla sua condotta. In effetti, durante la cattività in Inghilterra, fu tenuto a distanza dagli altri ufficiali francesi prigionieri.
Autorizzato dai suoi carcerieri a trascorrere qualche mese in permesso in Francia, l'imperatore Napoleone Bonaparte lo sciolse dal suo giuramento di tornare a costituirsi come prigioniero nel febbraio 1805. Per contro fu immediatamente sottoposto a una Corte marziale per il suo abbandono di Jérémie. La Corte non decise nulla e Frassinet rimase libero, ma senza destinazione, dal 1805 al 1807. Il 28 aprile di quell'anno fu esiliato a 40 leghe da Parigi «…per dei proponimenti fatti in luogo pubblico ma che egli negava con molta insistenza».
Il maresciallo Berthier tentò di farlo tornare in auge facendogli redigere un memoriale sulle sue campagne militari in Italia per conto del Ministero della Guerra il 29 marzo 1809. Fressinet rientrò a Parigi (senza autorizzazione ma senza dubbio con il tacito consenso di Berthier) sei mesi dopo. Quando Napoleone lo venne a sapere, ordinò immediatamente il suo allontanamento oltre le 40 leghe. Berthier tentò in seguito, ma senza successo, il 26 settembre 1810 di far affidare a Fressinet l'armata del Portogallo comandata dal maresciallo André Masséna. Poco dopo Marie-Adélaïde Fressinet ebbe un aborto spontaneo a Parigi (prima settimana di ottobre 1810). Ancora su richiesta di Berthier, Napoleone autorizzò questa volta Fressinet a venirla a trovare. Durante il suo soggiorno a Parigi, egli ricevette ugualmente la sua assegnazione all'armata di Napoli il 12 ottobre. Fu per Frassinet il primo incarico da quando era stato fatto prigioniero di fronte a Jérémie, nell'agosto 1803. Prestò servizio dal 1809 al 1813 a Napoli e in altre parti d'Italia.
Nel 1813, a causa delle perdite subite nella ritirata di Russia, fu chiamato il 20 febbraio nella Grande Armata e fece la campagna in Sassonia con l'11º Corpo d'armata. Il 15 aprile 1813 si fece notare presso Magdeburgo e giunse, dopo numerosi combattimenti di successo, ad operare la congiunzione dell'armata del viceré Eugenio di Beauharnais con quella di Napoleone. Nella battaglia di Lützen riuscì con un pugno di uomini a sottrarre ai russi il villaggio di Ersdorf. Il 6 settembre fu promosso generale di divisione, barone dell'Impero, Commendatore della Legion d'onore e commendatore dell'Ordine di San Giuseppe di Würzburg. Tornò all'armata d'Italia nel gennaio 1814, combattendo con distinzione sul Mincio l'8 febbraio.
Fu licenziato e posto in inattività alla Prima Restaurazione. Durante questo periodo si erse a difensore del generale di divisione Isidore Exelmans, accusato di cospirazione con Gioacchino Murat, e lo fece assolvere.

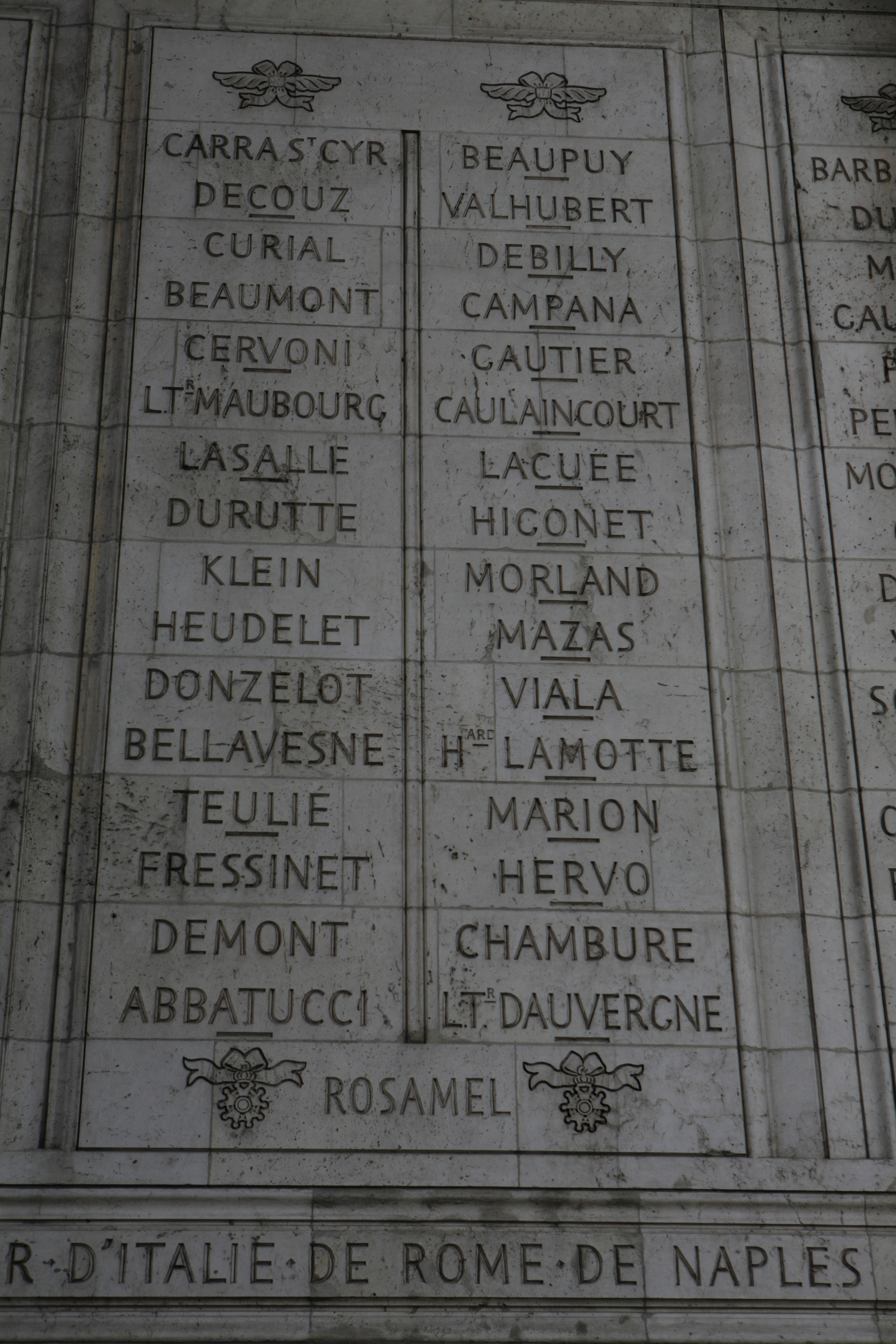
Nomi incisi sotto l'arco di trionfo dell'Étoile: pilastro Est, 17ª e 18ª colonna.

Allineatosi a Napoleone Bonaparte durante i Cento giorni, comandò una divisione sotto Isidore Decaen nel Corpo dei Pirenei Orientali in maggio 1815. Capo di Stato maggiore di Davout, Ministro della Guerra, nel giugno 1815, fu lui a redigere l'energico appello inviato dall'armata sotto Parigi alla Camera dei rappresentanti. La battaglia di Waterloo non lo aveva fatto disperare della salute della Francia. Alla Restaurazione fu proscritto ed esiliato.
Bandito con l'ordinanza del 24 luglio 1815, si ritirò a Bruxelles, passando poi a Buenos Aires e poi ancora a Rio de Janeiro, ove apprese dell'ordinanza che lo richiamava in Francia. Appena quivi rientrato, il 1º dicembre 1819, fu immediatamente arrestato. Liberato dopo tre settimane, fu posto ufficialmente a disposizione dello Stato maggiore generale.
Morì di malattia l'anno successivo.